# Egor Ušakov
Egor Sergeevič Ušakov (in russo Егор Сергеевич Ушаков?; Mosca, 2 dicembre 2002) è un calciatore russo, attaccante del CSKA Mosca.

## Carriera

### Club
Cresciuto nel settore giovanile del CSKA Mosca, ha esordito in prima squadra il 3 aprile 2022, disputando l'incontro di Prem'er-Liga pareggiato per 2-2 contro l'Ural. Il 9 aprile successivo trova anche la sua prima rete, nella sconfitta per 4-2 sul campo del Chimki.

### Nazionale
Ha giocato nelle nazionali giovanili russe Under-18 ed Under-21.

## Statistiche

### Presenze e reti nei club
Statistiche aggiornate al 2 giugno 2022.
| Stagione        | Squadra         | Campionato      | Campionato | Campionato | Coppe nazionali | Coppe nazionali | Coppe nazionali | Coppe continentali | Coppe continentali | Coppe continentali | Altre coppe | Altre coppe | Altre coppe | Totale | Totale |
| Stagione        | Squadra         | Comp            | Pres       | Reti       | Comp            | Pres            | Reti            | Comp               | Pres               | Reti               | Comp        | Pres        | Reti        | Pres   | Reti   |
| --------------- | --------------- | --------------- | ---------- | ---------- | --------------- | --------------- | --------------- | ------------------ | ------------------ | ------------------ | ----------- | ----------- | ----------- | ------ | ------ |
| apr.-giu. 2022  | CSKA Mosca      | PL              | 7          | 1          | CR              | 1               | 0               |                    | -                  | -                  |             | -           | -           | 8      | 1      |
| Totale carriera | Totale carriera | Totale carriera | 7          | 1          |                 | 1               | 0               |                    | -                  | -                  |             | -           | -           | 8      | 1      |

## Palmarès

### Club

#### Competizioni nazionali
- Coppa di Russia: 2

CSKA Mosca: 2022-2023, 2024-2025